# Violeta Quiles
Violeta García Quiles (Cartagena, Región de Murcia, 10 de diciembre de 1999), más comúnmente llamada Violeta Quiles, es una futbolista española. Juega en la posición de lateral izquierdo o extremo en la Real Sociedad en la Primera División Femenina de España.

## Trayectoria
Violeta Quiles comenzó su carrera jugando en el equipo de su localidad natal, el FC Cartagena, con el que debutó en Autonómico en 2014 con apenas 14 años de edad. La siguiente temporada, también en la misma categoría, se marchó al otro equipo femenino de la ciudad, el EF Dolerense donde permaneció una única temporada. 
En 2016 firmó por el Alhama CF, el principal club femenino de la Región y donde dio el salto definitivo al profesionalismo. Sus primeros años fueron difíciles, ya que tuvo poca continuidad debido a varias lesiones graves, una de ellas la rotura del ligamento cruzado anterior, que se terminó juntando al final de su recuperación con la pandemia por Covid. Tras muchos años luchando por subir a Primera, finalmente, en la temporada 2021-2022, que a la postre sería su última en el club, lograron el ansiado ascenso, contribuyendo Violeta en gran medida a ello, aportando 12 goles y 9 asistencias. Además, fue elegida la mejor jugadora de la categoría dentro del Grupo Sur. 
Tras 6 temporadas en el club alhameño, en julio de 2022 firmó por dos temporadas con el Real Betis con el que debutó por fin en Primera División a sus 22 años. En el equipo verdiblanco fue poco a poco retrasando su posición hasta convertirse en lateral izquierdo. Fue pieza clave en sus dos años en Sevilla en las que el equipo logró el objetivo de la salvación en ambas. En su última temporada, anotó 3 goles decisivos en el tramo final del campeonato ante el Valencia, Granada y en el gran derbi ante el Sevilla que fueron vitales para lograr la permanencia. 
En verano de 2024 dio un salto más en su carrera al firmar por dos campañas por la Real Sociedad, un equipo acostumbrado a pelear por competiciones europeas durante los últimos años.

## Clubes
| Club          | País   | Año         |
| ------------- | ------ | ----------- |
| FC Cartagena  | España | 2014 - 2015 |
| EF Dolerense  | España | 2015 - 2016 |
| Alhama CF     | España | 2016 - 2022 |
| Real Betis    | España | 2022 - 2024 |
| Real Sociedad | España | 2024 - act. |